# Mattavilasa
 (juillet 2014).
Mattavilasa est une pièce de théâtre en un acte écrite au VIIe siècle qui fait partie du patrimoine littéraire de l'hindouisme. Elle a été écrite par le roi Mahendravikrama en Inde. C'est une farce, se moquant des traditions religieuses de l'époque, comme les sectes Kapalika et Pashupata shivaïtes, ainsi que du bouddhisme et du jaïnisme. Cette pièce écrite en sanskrit est toujours jouée de nos jours.